# ديرلي (لاعب كرة قدم)
ديرلي (بالبرتغالية: Vanderley Dias Marinho‏) هو لاعب كرة قدم برازيلي في مركز الهجوم، ولد في 29 ديسمبر 1987 في ساو لويز في البرازيل. لعب مع كايسري سبور ونادي بنفيكا ونادي سيارا ونادي ماريتيمو.

## وصلات خارجية
- ديرلي (لاعب كرة قدم) على موقع الاتحاد الأوربي (الإنجليزية)
- ديرلي (لاعب كرة قدم) على موقع اتحاد تركيا (لاعب) (الإنجليزية)
- ديرلي (لاعب كرة قدم) على موقع قاعدة بيانات كرة القدم.إي يو (الإنجليزية)
- ديرلي (لاعب كرة قدم) على موقع Soccerway.com (الإنجليزية)
- ديرلي (لاعب كرة قدم) على موقع عالم كرة القدم.نت (الإنجليزية)
- ديرلي (لاعب كرة قدم) على موقع AS.com (الإسبانية)